# Mercedes-Benz W907/10

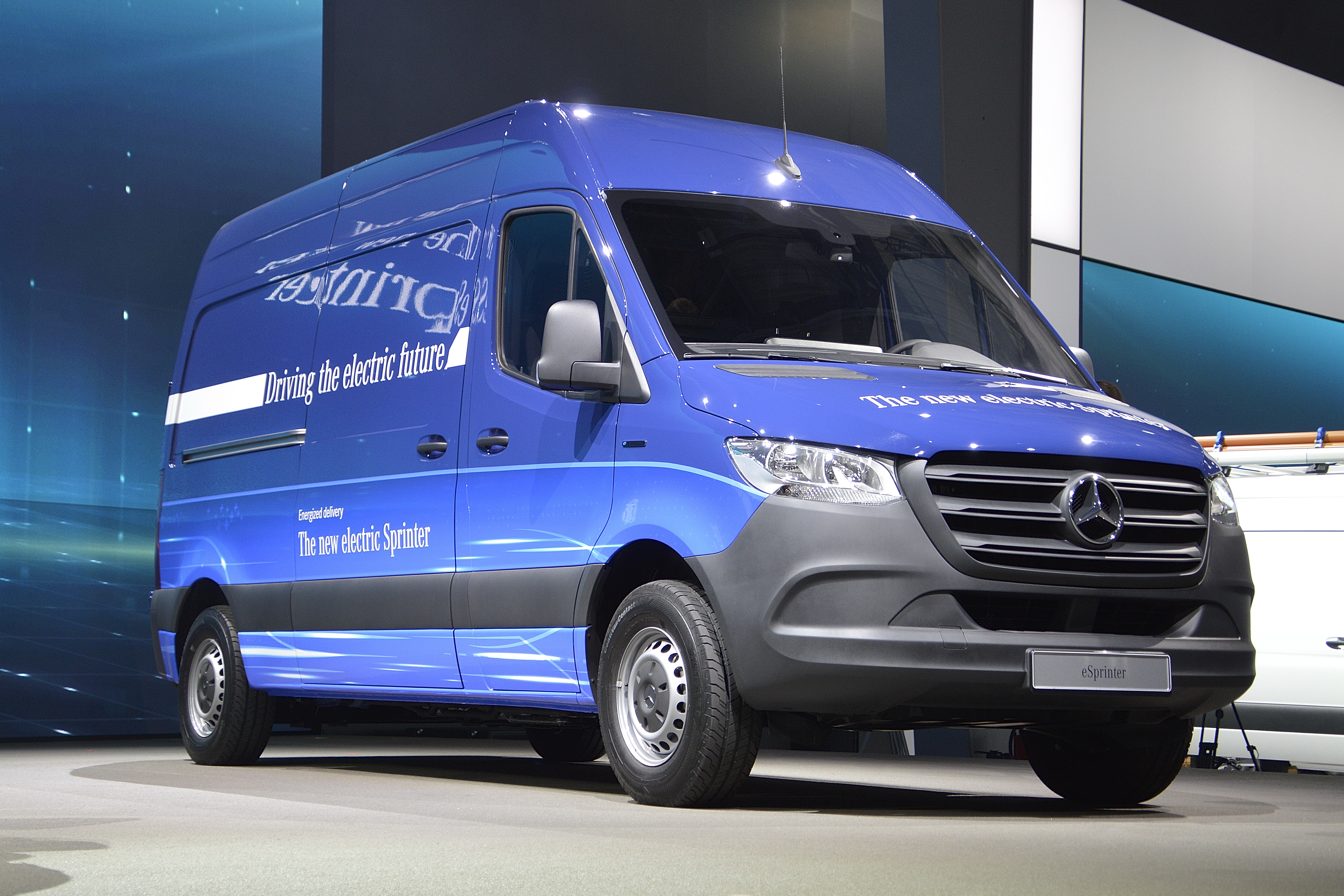
Mercedes-Benz eSprinter

Mercedes-Benz W907/10 — третье поколение Mercedes-Benz Sprinter (внутреннее обозначение VS30). Дебютировало 6 февраля 2018 года.
Автомобиль пришёл на смену предыдущей модели Mercedes-Benz W906. Сборка автомобилей организована в Дуйсбурге. Полная масса варьируется от 3 до 5,5 тонн. Грузоподъёмность увеличена на 50 кг.
В целях безопасности автомобиль оборудован обзорной камерой, вращающейся на 360 градусов, и системой Distronic, которая следит за дистанцией до впереди стоящего автомобиля.
Переднеприводные модификации W910 оснащаются двигателями внутреннего сгорания OM651. Такой же ставят и на заднеприводные модификации, но его мощность варьируется до 163 л. с.
На разработку Mercedes-Benz W907/10 было потрачено более 300 млн. евро.
С 18 сентября 2018 года производится также электромобиль Mercedes-Benz eSprinter. Он был представлен в Ганновере, выставка проходила с 20 по 27 сентября 2018 года. С мая 2020 года на его базе производится электромобиль Sustainer, продажи которого начались в декабре того же года. Со второй половины 2023 года производится второе поколение электромобилей eSprinter. Сборка организована в Южной Каролине, Дюссельдорфе и Людвигсфельде.
До октября 2021 года автомобиль производился компанией Freightliner.

## Технические характеристики
| Модель                                   | Двигатель       | Расположение цилиндров | Объём    | Мощность                            | Крутящий момент              | Годы производства |
| ---------------------------------------- | --------------- | ---------------------- | -------- | ----------------------------------- | ---------------------------- | ----------------- |
| Дизельные двигатели внутреннего сгорания |                 |                        |          |                                     |                              |                   |
| 211 CDI/311 CDI/411 CDI/511 CDI          | OM 651 DE 22 LA | R4                     | 2143 см³ | 84 кВт (114 л. с.) при 3800 об/мин  | 300 Н*м при 1200—2200 об/мин | 2018—2021         |
| 214 CDI/314 CDI/414 CDI/514 CDI          | OM 651 DE 22 LA | R4                     | 2143 см³ | 105 кВт (143 л. с.) при 3800 об/мин | 330 Н*м при 1200—2400 об/мин | 2018—2021         |
| 215 CDI/315CDI/415CDI/515CDI             | OM 654 DE 20 LA | R4                     | 1950 см³ | 110 кВт (150 л. с.) при 3800 об/мин | 340 Н*м при 1500—2400 об/мин | с 2021            |
| 216 CDI/316 CDI/416 CDI/516 CDI          | OM 651 DE 22 LA | R4                     | 2143 см³ | 120 кВт (163 л. с.) при 3800 об/мин | 380 Н*м при 1400—2400 об/мин | 2018—2021         |
| 217 CDI/317CDI/417CDI/517CDI             | OM 654 DE 20 LA | R4                     | 1950 см³ | 125 кВт (170 л. с.) при 3800 об/мин | 380 Н*м [400 Н*м]            | с 2021            |
| 219 CDI/319 CDI/419 CDI/519 CDI          | OM 642 DE 30 LA | V6, 72°                | 2987 см³ | 140 кВт (190 л. с.) при 3800 об/мин | 440 Н*м при 1400—2400 об/мин | 2018—2021         |
| 219 CDI/319 CDI/419 CDI/519 CDI          | OM 654 DE 20 LA | R4                     | 1950 см³ | 140 кВт (190 л. с.)                 | 450 Н*м                      | с 2021            |
| eSprinter                                | M 780           |                        |          | 85 кВт (116 л. с.)                  | 295 Н*м при 1000 об/мин      | с 2020            |

[] — автоматическая трансмиссия